# Пули Кримського улус-юрта Золотої Орди
Пули Кримського улус-юрта Золотої Орди почали карбуватися за часів правління золотоординського хана Берке (1257–1266) і припинилися за часів правління хана Тохтамиша (1380—1395). У 20-50 роках XV століття на анонімних пулах часів Узбек-хана (1312–1341) надкарбовувалося зображення герба Генуезької республіки — ознаки колоніального панування в Ґазарії. Вага пулів складала 1,5-3,4 гр. Діаметр 16-21 мм. 48 пулів прирівнювалися до 1 ярмака (бариката, пізніше дирхама, або данга).

## Історія
Вперше на монетах Золотої Орди за часів правління хана Берке (1257–1266) з'являється ім'я хана. За часи правління Менгу-Тимура (1265—1280) були відкриті монетні двори  у Солхаті, Сараї, Хорезмі, пізніше в Укеці та Маджарі. Карбування в Улусі Джучі було відкритим, і будь-яка заможна людина могла карбувати анонімні монети з власного металу. Пули почали карбуватися за часів правління хана Берка і закінчилися за часів правління хана Тохтамиша. В колоніальний період правління Генуезької республіки на Причорномор'ї на анонімних мідних пулах часів Узбек-хана надкарбовувалося зображення герба республіки.

## Карбування пулів за часів Берке

Анонімний пул часів Берке (1257-1266)

За часів Берке карбувалися мідні пули та срібні барикати. Типовим зображенням усіх пулів була ханська тамга. На аверсі пулів часів Берке у колі карбувалася легенда арабським шрифтом: «Захисник Світу і Віри». На реверсі у центрі кола - тамга у вигляді стремена. По обидва боки від тамги напис: "Карбування Криму". Вага — 1,5-1,9 гр. Діаметр — 16-19 мм

## Карбування пулів за часів Менгу-Тимура

Анонімний пул Менгу-Тимура (1265-1280)

За часів правління Менгу-Тимура (1266–1282) на пулах змінилася легенда, яка вказувала співвідношення мідних пулів до срібної монети. На аверсі пулів у рамці з трикутників, або у крапковому колі, карбувалася легенда азербайджанською мовою:  «48 (цих монет) — один ярмак». На реверсі в зображеній рамці з трикутників, або у крапковому колі, — тамга Бату та надпис: «Карбування Криму» та дата карбування (на анонімних пулах із крапковим колом дата не вказувалася). Діаметр — 15-20 мм, Вага — 1,6-2,83 гр. Деякі пули не обрізалися і мали більший діаметр та вагу у співвідношенні до срібної монети. За часів Токта-хана Золота Орда стала ісламською державою

## Карбування пулів за часів Тута-Менгу

Анонімний пул за часів правління Туда-Менгу (1282—1287)

За часів правління Туда-Менгу (1292—1287) на пулах карбувалася чотирипроменева фігура у подвійному колі, в її сегментах надпис: «48 - один ярмак». На реверсі карбувалася у подвійному колі тамга, місце виготовлення та вгорі дата карбування. Існує різновид з решіткою у центрі фігури. Надпис з боків. На реверсі тамга без кола. Діаметр — 18-21 мм, вага — 1,68-1,89 гр

## Карбування пулів за часів Тула-Буга

Анонімний пул за часів правління Тула-Буга (1287-1291)

За часів правління Тула-Буга (1287-1291) у подвійному колі на аверсі пулів зображувався квадрат з якореподібним закругленням на кутах, та шипами назовні. У центрі легенда із зазначенням місця карбування: «Крим». На реверсі у подвійному колі зображувалась тамга Бату у подібному квадраті як на аверсі. Є й інший тип пулів із закругленням посередині квадрату. Діаметр — 18-19 мм, вага — 1,35-1,45 гр.

## Карбування пулів за часів Токти

Анонімний пул Токти-хана (1291-1313)

Відомі декілька типів мідних пулів часів правління Токта-бека (1291–1313):
- 1) у центрі подвійного кола на аверсі карбувалося зображення сонця, навколо легенда: «Токта-бек справедливий хан». На реверсі у центрі тамга Токта поєднана з тамгою Бату. З боків легенда: «Карбування Солхату». Монети цього типу мають декілька різновидів.
- 2) На аверсі у подвійному колі п'ятикутник, в ньому зазначений рік карбування за Гіджрою: «Року 690». На реверсі у потрійному колі тамга Токта, по-боках легенда: «карбування Криму».
- 3) На аверсі у потрійному колі птах крокуючий вліво із піднятими крилами, за ним рослина. На реверсі у рамці з трикутників тамга Токта, по-боках місце виготовлення та дата. Відомі декілька різновидів де птах також повернутий вправо.
- 4) Монета з надписом на аверсі.
- 5) Надписи та тамга в чотирикутнику

Типи анонімних пулів за часів Токта-бека:
- 1) На аверсі у колі півмісяць та 6-променева зірка всередині, ліворуч надпис: «карбування Криму». На реверсі зображено 4 тамги, які складені в хрест. У центрі «хреста» коло. Також існує різновид без кола всередині хреста.
- 2) На аверсі легенда: «будьте щасливі / пул новий». На реверсі зображено 4 тамги, які складені у хрест.
- 3) На аверсі легенда: «могутність та успіх». На реверсі тамга Бату.
- 4) Надпис та тамга у 8-променевій зірці.
- 5) На аверсі солярний символ. На реверсі тамга.
- 6) На аверсі у чотирикутнику хвилепроменева прикраса. На реверсі тамга.
- 7) На аверсі в 6-гранній зірці коло. На реверсі тамга.
- 8) На аверсі у центрі 5-променевої зірки крапка. На реверсі тамга.
- 9) На аверсі трилисник із завитками у середині якого крапка. На реверсі тамга.
- 10) На аверсі шестипелюсткова розетка. На реверсі тамга.
- 11) На аверсі вершник з луком на коні. На реверсі тамга.
- 12) У колі птах з піднятими крилами. На реверсі тамга.
- 13) У колі крокуючий вліво звір. На реверсі тамга.
- 14) Зображення оленя в чотирикутнику. На реверсі тамга.
- 15) На аверсі двоголовий орел, на реверсі тамга в 5-променевій зірці[7].

## Карбування пулів за часів Узбек-хана
Див. також Монети Азаку

Анонімний пул Узбек-хана (1312–1341)

За часів правління Узбек-хана (1312-1341) карбувалися пули із зображенням зірки, в якій містився надпис: «хан / справедливий». На деяких пулах карбувалося ім'я хана: «Мухаммад / Султан / Узбек». Мухаммад було другим ім'ям хана. Узбек-хан вважався покровителем мусульманства в ті часи. На реверсі, по обидва боки тамги, вказувалось місце карбування та рік. Відомі також пули  з надписом у фігурному квадраті, або в колі без зірки та з іншими легендами. Діаметр пулів Узбек-хана — 16,5-19 мм, вага — 0,93-2,43 гр. За часів хана Узбека почали також карбуватися  мідні пули в Азаці.

## Карбування пулів за часів Джанібека

Анонімний пул часів Джанібека (1342 – 1357)

За часів правління хана Джанібека (1342-1357) карбувалися лише мідні пули. Типовим зображенням на пулах був стилізований двоголовий орел. Тамгу Бату на монетах того часу не карбували. На реверсі монет у квадраті карбувалася перекручена легенда в 3 ряди. Діаметр пулів 16-19 мм, вага — 1,52-1,69 гр.

## Карбування пулів за часів Кільдибека

Іменний пул Кільдибека (жовтень 1361 — вересень 1362)

У  1362—1363 роках на монетному дворі в Азаці карбувалися мідні пули хана Кільдібека. В 12-пелюстковій розеті легенда в 3 рядки: «Султан / Кільдібек-хан / Хай продовжиться його правління». Вгорі над надписом віньєтка, внизу 6-променева зірка. На реверсі в чотирикутнику вихідні дані. З боків чотирикутника віньєтки.

## Карбування пулів за часів Абдулах-хана

Пул Абдулаха. 1365 рік

За часів правління посадовця Абдулаха (1361—1367, бек Ак-Орди) від беклярибека Мамая у 1365 (766 р.Г.) році карбувалися мідні пули у містах Керменчику (араб. خرمنجوق), Урду-Базарі, Азаці (Докладніше Монети Азаку) . Також за часів Абдуллах-хана у 1364—1365 (765—766 р.Г.) роках, карбувалися монети з позначенням та з позначенням епітету «Джадід» (укр. Новий, араб. جديد) на монетах. Численні знахідки таких монет у скарбах Чорноморського регіону свідчать про місцеве карбування. На аверсі монет першого типу у шестидуговому картушу зображувалася шестипелюсткова розета, на реверсі в 6-кутнику вихідні дані. Подібні монети карбувалися також Сараї (з позначкою Джадід) та Тебризі. Існує і другий тип монет з надписом Джадід. В 1369 (770 р.Г) році карбувалися пули, на яких зазначалася легенда у восьмидуговому картуші: «Абдуллах-хан та продовжить Аллах його правління». На реверсі зазначався монетний двір та рік карбування.
Для монет Керменчика штемпелі  були виготовлені різчиками без каліграфічних та граматичних здібностей з неточними легендами, з викривленнями як окремих літер, так і слів в цілому. Не дивлячись на складності прочитання надписів на аверсі читається ім'я «Хамад» (араб. حمد) можливо, одне з імен Абдулаха) та рік карбування [7]66. Слово в середньому рядку лишилося не зовсім розбірливим, можливо вказаний титул бек (араб. بك). Легенду на реверсі дослідники прочитали як «Карбування Керменчика» (араб. ﺿﺭﺏ خرمنجوق). Діаметр — 17 мм. Вага пулів — 1,24 гр. На сьогодні відомо 8 таких монет. Згідно досліджень Є.Ю. Гончарова припускається також, що монети могли карбуватися в Ескі-Кермені.

## Анонімне карбування в період 1370—1380 роки

Анонімний пул. 1379 (780 р.Г.)

Анонімні пули з позначенням монетного двору Джадід карбувалися декількох типів. 
- 1) 1371 (772 р.Г.). В шестипроменевій зірці арабський надпис. На реверсі в шестикутному картуші позначення місця карбування та рік. Існує різновид без слова «карбування».
- 2) 1371-1379 (772-780 рр.Г.). В складному орнаменті в центрі ромб, в якому 5 крапок. З боків від кутів «вузли щастя». На реверсі в чотирипелюстковому картушу на дугах «вузли щастя», в полі позначення монетного двору та рік[13].
- 3) 1370—1377 (770—778 рр.Г.). В чотирикутнику з вузлами з боків і у вуглах тринога тамга з пташиною головою. На реверсі в чотирикутнику позначення монетного двору та рік. З боків віньєтки[14].

## Карбування пулів за часів Токтамиша
Див. також Монети Азаку

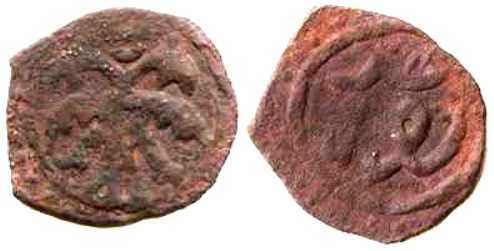
Анонімний пул Тохтамиша (1380-1399)

За часів правління хана Тохтамиша (1380–1399) карбувалися декілька типів пулів:
- 1) На аверсі зображення стилізованого двоголового орда, над головами тамга Токтамиша. На реверсі легенда: «Хан / Карбування Криму»
- 2) На аверсі карбувався зодіакальний знак — лев серед зірок. На реверсі, в стилізованому чотирикутнику легенда.
- 3) На аверсі у лінійному колі чотирикутник із «вузлами щастя» по кутах, всередині чотирикутника — геометричний орнамент. Реверс подібний до аверсу.
- 4) На аверсі зображувалася сочевиця в центрі якої карбувався надпис. Реверс подібний до аверсу. Відомий різновид з трилисником на реверсі.
- 5) На аверсі 6-променева зірка, між промінням крапки. На реверсі подвійний трикутник, в центрі - три крапки. Відомі декілька різновидів цього типу: 1) з трьома з'єднаними лініями в центри трикутника; 2) з 6-ти та 8-ми променевими розетками. 3) 9-променева зірка на реверсі;
- 6) На аверсі в 6-променевій зірці орнаментальна тамга Бату. На реверсі 6-променева орнаментальна розетка.
- 7) На аверсі шестипроменева зірка, в центрі якої орнаментальна розетка. На реверсі звір, що йде вправо.
- 8) У колі з крапок вершник з луком, що поцілює назад. На реверсі легенда в три рядки: «міцність Криму», нижче - завиток орнаменту.
- 9) У колі з крапок орнамент у вигляді пелюстків з крапками над ними, вище, по центру - геометрична розетка. На реверсі у колі — солярний символ[15].
- 10) 1382 (783 р.Г.). З боків чотирикутника «вузли щастя», з боків нерозкриті бутони квіток. В полі квадрата ромб, з боків нерозкриті бутон квіток. На реверсі в стилізованому колі надпис: «Карбування Джадід [рік]»[16].
- 11) 1384 (785 р.Г.). У шестипроменевій зірці тринога тамга. На реверсі надпис: «Карбування Джадід [рік]»[17].
- 12) 1385 (796 р.Г.). На аверсі ім'я та титул хана. На реверсі надпис: «Карбування Джадід [рік]»[17].
- 13) Тамга у вигляді повернутої набік вісімки. На реверсі  надпис: «Карбування Джадід [рік]»[18].
- 14) В шестидуговій розетці тамга як і в 13 типу. На реверсі позначення місця карбування (Джадід), внизу віньєтка[18].

## Генуезьке карбування
Дивись також Банк Святого Георгія

Генуезький банк Святого Георгія. Пул для Кефи. 20-50 роки XV ст.

Кефа (Генуезьке карбування), пул, джучиди

На мідних пулах генуезького карбування банком Святого Георгія у Кефі надкарбовувався герб Генуезької республіки — брама з трьома вежами. На реверсі тамга Бату. На деяких пулах карбувалося зображення герба в чотирикутнику, або натомість тамги карбувався геометричний орнамент. Відомі також пули, які карбувалися з позначенням із позначенням монетного двору та на реверсі навколо тамги із викарбуваним надписом арабською мовою : «Допомога Миру та Віри». В основному це були анонімні пули часів правління Узбек-хана (1320–1339). Період перебування в обігу — 20-50 роки XV ст. Вага — 1,15-2,85 гр. Діаметр — 16-19 мм. За часів правління золотоординського хана Бек-Суфі (1420–1422) на аверсі пулів зображувався герб Генуї, навколо позначалося місце карбування та назва колонії латинською мовою —  «ⱭOMVȠⱭІЯȠVⱭIȠ» (Імовірно — COMUNE LANUE GAZARIA (укр. «Муніцепалітет Газарія»). На реверсі надпис в 4 рядки арабською мовою, яким позначалося титул та ім'я хана. За часів Даулат-Берді (1419—1421, 1427–1432) та Улу-Мухаммеда (1419—1423, 1426—1427, 1428, 1428—1432) на реверсі зображувалася тамга, навколо неї крапки..